# نظریه توطئه مارکسیسم فرهنگی
اصطلاح مارکسیسم فرهنگی به یک نظریه نقادانه اشاره دارد که مدعی است مارکسیسم غربی اساس ادامه تلاش‌های آکادمیک و روشنفکری برای براندازی فرهنگ غرب است. این نظریه ادعا می‌کند که نخبگانی از نظریه‌پردازان مارکسیست و روشنفکران مکتب فرانکفورت دارند با یک جنگ فرهنگی که ارزش‌های مسیحی محافظه‌کاری سنتی را تضعیف می‌کند و ارزش‌های لیبرال فرهنگی ضد فرهنگ و چندفرهنگ‌گرایی دهه ۱۹۶۰، سیاست مترقی و نزاکت سیاسی که خود را در سیاست هویت ایجاد شده توسط نظریه انتقادی نشان می‌دهد را ترویج می‌کند، جامعه غربی را زیر و رو می‌کنند. .
این نظریه توطئه که احیای معاصر اصطلاح تبلیغاتی نازی " بلشویسم فرهنگی " است، از ایالات متحده در طول دهه ۱۹۹۰ نشات گرفت.  در حالی که در ابتدا فقط در حاشیه‌های سیاسی راست افراطی یافت می‌شد، در دهه ۲۰۱۰ این اصطلاح وارد گفتمان جریان اصلی شد و اکنون در سطح جهانی یافت می‌شود. نظری توطئه جنگ فرهنگی مارکسیستی توسط سیاستمداران دست راستی، رهبران مذهبی بنیادگرا، مفسران سیاسی در رسانه‌های چاپی و تلویزیونی جریان اصلی و تروریست‌های برترپندار سفیدپوست ترویج می‌شود، و به عنوان «عنصر بنیادی جهان بینی آلت-رایت» توصیف شده. تحلیل دانشورانه این نظری توطئه به این نتیجه رسیده‌است که هیچ مبنای واقعی ندارد.

## ورود به گفتمان جریان اصلی
در اواخر دهه ۲۰۱۰، جردن پیترسون مارکسیسم فرهنگی را به عنوان یک اصطلاح با انتقال آن به گفتمان جریان اصلی رایج کرد. چندین نویسنده بیان کردند که پترسون این توطئه را بابت درخواست استفاده از ضمایر خنثای جنسیتی به عنوان تهدیدی برای آزادی بیان سرزنش می‌کند، اغلب از پست مدرنیسم به عنوان معادلی برای این توطئه سوء استفاده می‌کند بدون اینکه مفاهیم یهودی ستیزانه آن را درک کند، و تصریح کرد که " پترسون یک یهودی ستیز ایدئولوژیک نیست؛ دلایل زیادی برای این باور وجود دارد که وقتی او تبلیغات فاشیستی را بازپخش می‌کند، حتی متوجه دلالت‌های رمزگونه ای که دارد نشر می‌دهد نمی شود. بن شاپیرو و چارلی کرک، بنیانگذار ترنینگ پوینت یو اس ای، مشارکت کنندگان سابق برایتبارت، این نظریه توطئه را ترویج کرده‌اند، به ویژه این ادعا که فعالیت مارکسیستی فرهنگی در دانشگاه‌ها در حال وقوع است.